# 韩凤林
韩凤林（？—1934年），蒙古名胡克巴图尔，蒙古族，哲里木盟科尔沁左翼中旗（俗名达尔罕旗，今属内蒙古自治区通辽市）人，中华民国大陆时期内蒙古政治人物。

## 生平
韩凤林毕业于日本陆军士官学校，掌握日语、蒙古语、汉语。1934年8月，韩凤林被任命为蒙古地方自治政务委员会保安处科长兼保安队总队长，同时为德穆楚克栋鲁普翻译日文、日语并办理对外联络。1934年9月，韩凤林在北平家中遭到劫持，德穆楚克栋鲁普乃亲自要求蒋介石加以营救，蒋介石答应进行调查。后来证实，韩凤林被中国国民党方面的宪兵第三团以日本特务的罪名秘密逮捕并处死。